# Rhiannon Giddens
Rhiannon Giddens (Greensboro, 21 febbraio 1977) è una cantante, musicista e attrice statunitense.

## Biografia
Salita alla ribalta come membro dei Carolina Chocolate Drops, Rhiannon Giddens ha pubblicato il suo album di debutto da solista nel 2015. Intitolato Tomorrow Is My Turn, è stato accolto positivamente dalla critica, tanto da ricevere una candidatura ai Grammy Awards 2016 come miglior album folk, ed è entrato nella Billboard 200 alla 53ª posizione e nella Official Albums Chart alla 28ª. Tra il 2017 e il 2018 ha avviato la sua carriera da attrice recitando nella serie Nashville.
Nel 2016 ha vinto il premio Steve Martin, diventando la prima donna e la prima persona di colore a ricevere tale riconoscimento. Due anni più tardi il secondo disco Freedom Highway, oltre alle classifiche dei paesi di lingua anglofona, è riuscito a piazzarsi anche in graduatorie europee, come quella francese e svizzera. Nel 2022 ha vinto con Francesco Turrisi un Grammy Awards per il miglior album folk con They're Calling Me Home. Nel 2023 ha vinto il Premio Pulitzer per la musica assieme a Michael Abels per l'opera teatrale Omar.

## Discografia

### Album in studio
- 2015 – Tomorrow Is My Turn
- 2017 – Freedom Highway
- 2019 – There Is No Other (con Francesco Turrisi)
- 2021 – They're Calling Me Home (con Francesco Turrisi)
- 2023 - You're The One
- 2025 - What Did The Blackbird Say To The Crow

### Album dal vivo
- 2016 – Live at Jazzfest 2016
- 2017 – Live at Jazzfest 2017

### EP
- 2014 – We Rise
- 2015 – Factory Girl

### Singoli
- 2019 – Cruel World
- 2020 – Just The Two Of Us (feat. Sxip Shirey)
- 2020 – Don't Call Me Names

## Filmografia

### Televisione
- Nashville – serie TV (2017-2018)